# ميليسا ارتشر
ميليسا ارتشر (بالإنجليزية: Melissa Archer)‏ هي ممثلة أمريكية، ولدت في 2 ديسمبر 1979 في دالاس في الولايات المتحدة.

## وصلات خارجية
- الموقع الرسمي
- ميليسا ارتشر على موقع IMDb (الإنجليزية)
- ميليسا ارتشر على موقع قاعدة بيانات الفيلم (الإنجليزية)